# Chalcodrya variegata
Chalcodrya variegata is een keversoort uit de familie Chalcodryidae. De wetenschappelijke naam van de soort is voor het eerst geldig gepubliceerd in 1868 door Redtenbacher.